# Philippe Brunet (helléniste)
Pour les articles homonymes, voir Philippe Brunet et Brunet.
Philippe Brunet, né le 23 juin 1960, est un helléniste et un metteur en scène français. Il enseigne le grec ancien à l'université de Rouen.

## Biographie
Philippe Brunet est né à Paris en 1960. Il est le benjamin d'une famille de trois enfants, dont le père meurt en 1967. Leur mère, professeur de japonais à Jussieu, les élève seule. Dans la famille de celle-ci il y avait des samouraïs : son grand-père, Haga Eijirô, fit partie de la première délégation japonaise en Europe occidentale, envoyée par le dernier Shôgun, Tokugawa Yoshinobu et reçue le 15 avril 1862 par Napoléon III. Le voyage de son arrière-grand-père inspire à Philippe Brunet un livre intitulé Retour à Fukushima. Il passe un bac C,  lit les poètes allemands, Goethe et Hölderlin, découvre les poètes grecs et latins. Il entre au lycée Louis-le-Grand où un professeur, M. Fortassier, lui fait découvrir la scansion des vers antiques. Reçu à l'École normale supérieure, il fait la connaissance d'André Markowicz, avec lequel il scande en latin Catulle, dont celui-ci est en train de faire une traduction rythmée en français. Markowicz, traducteur de Pouchkine, l’introduit dans l'univers des traducteurs qui gravitent autour d’Efim Etkind. Il y découvre qu'on peut s'immerger dans une langue, une pensée à travers la traduction. Il décide alors de se consacrer à la traduction de Pindare et entame des recherches sur la métrique grecque sous la direction de Jean Irigoin.
Au retour de deux ans de coopération en Bolivie, il croise un élève de l’ancien professeur de Jean Irigoin, l'helléniste américain Stephen Daitz, spécialiste de la prononciation restituée du grec ancien. Il va étudier, à la British Library, les papyrus de Pindare, et en revient, en 1991, avec une traduction de Sappho.
Il soutient en 1992 à l'université Sorbonne-Paris IV, sa thèse de doctorat sur Le vers dactylique lyrique dans la tragédie grecque. Enseignant alors à Tours, il poursuit ses recherches sur la phonologie du grec ancien, la scansion de cette langue et la musique grecque antique. Il étudie et pratique ainsi la restitution orale du grec ancien auprès de Stephen G. Daitz.
Il est professeur de grec ancien à l'université de Rouen. Depuis septembre 2017[Quand ?], il enseigne les Humanités numériques dans cette même université.

## L'aventure théâtrale
Avec Daitz, Philippe Brunet monte des récitals, crée la 14e Ode Olympique de Pindare – dédiée à un dénommé Asôpichos qui donne son nom à une première éphémère compagnie.
En 1995, il fonde la compagnie théâtrale Démodocos (nommée d'après l'aède aveugle Démodocos, personnage de l’Odyssée) dont les spectacles sont des adaptations pour la scène de textes antiques grecs. Il monte Le Retour d’Ulysse, d’après Homère, avec un autre Américain, Robert Ayres, puis en 1996 Les Amours d’Arès et d’Aphrodite à partir du Chant VIII de L’Odyssée. Mais la mise en scène de Robert Ayres le déçoit, et il arrête leur collaboration.
En mai 1997, à Tours, dans À quand Agamemnon ? d’après Eschyle, il bascule du français vers le grec, scandant les trochées dans un passage récitatif. Il renouvelle avec succès l'expérience au Grand amphithéâtre de la Sorbonne.
Il a depuis mis en scène Les Perses, la trilogie de L'Orestie, Les Grenouilles, Antigone, Circé, dans des décors d'Emmanuel Collin, et de nombreuses adaptations de L'Odyssée, notamment au théâtre du Nord Ouest, à Avignon, au Festival européen Latin Grec, qu’il inaugure en 2005 avec une première version de son Antigone. Démodocos participe régulièrement à la Semaine de Théâtre Antique de Vaison-la-Romaine et au festival des Milliaires dans le théâtre antique du Virou et la Fontaine Monumentale d'Argentomagus à Saint-Marcel depuis 2006. La compagnie se produit dans le théâtre de Karthéa à Kéa en 2018.
Il est directeur du festival de théâtre antique Dionysies fondé en 2006, où les spectacles, lectures, chants et représentations théâtrales, reposent sur des écritures rythmiques en traduction, une mise en scène bilingue langue ancienne-français, et un jeu de masques associé à la danse.
Les « aèdes » qui composent la troupe sont les jeunes traducteurs eux-mêmes qui ont fait leurs premières armes avec Les Perses, comme Guillaume Boussard, Yann Migoubert, Aymeric Münch ; des musiciens : Gaspard Brunet, Jean-Baptiste Apéré, Fantine Cavé-Radet, François Cam, Emmanuel Lascoux ; des étudiants et professeurs de la Sorbonne assurant le rôle du chœur.
En mars 2019, sa mise en scène des Suppliantes d'Eschyle qui devait se faire dans l'amphithéâtre Richelieu, à la Sorbonne, est empêchée de manière virulente par des associations étudiantes, parmi lesquelles la Ligue de défense noire africaine (LDNA), la Brigade anti-négrophobie, et le Conseil représentatif des associations noires (CRAN),, au prétexte que des acteurs apparaissaient grimés en noir, rappel inopportun des  blackface pour ces associations. La pièce a pu être jouée sans incident quelques semaines plus tard, les acteurs apparaissant cette fois masqués, conformément à la grande tradition du théâtre antique. Ici des masques dorés pour signifier les Argiens (des Grecs) et des masques sombres pour signifier les filles de Danaos (les  Danaïdes de la légende, venues d'Égypte). Philippe Brunet s’est expliqué sur sa page facebook. « Désolé d'avoir heurté ou blessé quelqu'un si je l'ai fait. […] En mettant en scène la pièce des Suppliantes d'Eschyle, avec son texte, et rien que son texte, je dois mettre en place une opposition entre des Grecs d'Argos, supposés plus ou moins blancs, et les Danaïdes, venues d'Egypte, à la peau noire et au costume bariolé. » Cette censure a suscité un vif émoi dans la presse.

## Publications

### Traductions
- Sappho, Poèmes et fragments (édition bilingue), L'Âge d'Homme, 1991
- La Batrachomyomachie d'Homère (texte établi par Yann Migoubert), précédée de Discours sur la Batrachomyomachie de Giacomo Leopardi, Paris, Allia, 1998
- Hésiode, La Théogonie, Les Travaux et les jours et autres poèmes, Livre de poche, 1999
- Sophocle, Antigone (édition bilingue), éditions du Relief, 2010
- Homère, Iliade, Seuil, 2010

- Prix Jules-Janin 2011 de l’Académie française
- Homère, L'Odyssée, Seuil, 2022

### Autres ouvrages
- La Naissance de la littérature dans la Grèce ancienne, Livre de Poche, 1997
- L'Égal des dieux. Cent versions d'un poème de Sappho, Paris, Allia, 2009
- Retour à Fukushima, Paris, 2020[16].